# Charles Bass

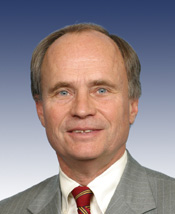
Charles Bass

Charles Foster Bass (* 8. Januar 1952 in Boston, Massachusetts) ist ein amerikanischer Politiker. Zwischen 1995 und 2007 und nochmals von 2011 bis 2013 vertrat er den Bundesstaat New Hampshire im US-Repräsentantenhaus.
In der Wahl 2012 unterlag er seiner demokratischen Mitbewerberin Ann McLane Kuster.

## Werdegang
Charles Bass entstammt einer in New Hampshire prominenten Politikerfamilie. Sein Großvater Robert P. Bass (1873–1960) war von 1911 bis 1913 Gouverneur dieses Staates; sein Vater Perkins saß für New Hampshire zwischen 1955 und 1963 im Kongress.
Der junge Charles Bass besuchte bis 1970 die Holderness School in Plymouth und studierte danach bis 1974 am Dartmouth College in Hanover. Er wurde Mitglied der Republikanischen Partei und arbeitete in den folgenden Jahren bis 1979 für die Kongressabgeordneten William Cohen und David F. Emery aus Maine. Im Jahr 1980 strebte er erfolglos die Nominierung seiner Partei für die Kongresswahlen an. 1984 war er Delegierter auf einer Versammlung zur Überarbeitung der Staatsverfassung von New Hampshire. Zwischen 1982 und 1988 war er Mitglied des New Hampshire General Court. Außerdem gehörte er von 1988 bis 1992 dem Senat von New Hampshire an.
1994 wurde Charles Bass im zweiten Wahlbezirk von New Hampshire in das US-Repräsentantenhaus in Washington, D.C. gewählt. Dort trat er am 3. Januar 1995 die Nachfolge des Demokraten Richard Swett an, den er bei der Wahl geschlagen hatte. Nach fünf Wiederwahlen konnte er bis zum 3. Januar 2007 sechs zusammenhängende Legislaturperioden im Kongress absolvieren. 2006 unterlag er dem Demokraten Paul Hodes. Zwischen 2011 und 2013 konnte er eine weitere Amtszeit im US-Repräsentantenhaus absolvieren.
Heute ist Bass Mitglied im Vorstand der Laidlaw Biopower LLC, deren Berater er zuvor schon gewesen war. Er ist verheiratet und lebt in Peterborough (New Hampshire).